# Jonna Luthman
Jonna Luthman (15 de octubre de 1998) es una deportista sueca que compite en esquí alpino. Ganó una medalla de plata en el Campeonato Mundial de Esquí Alpino de 2021, en la prueba de equipo mixto. 

## Palmarés internacional
| Campeonato Mundial | Campeonato Mundial         | Campeonato Mundial | Campeonato Mundial |
| Año                | Lugar                      | Medalla            | Prueba             |
| ------------------ | -------------------------- | ------------------ | ------------------ |
| 2021               | Cortina d'Ampezzo (Italia) | Medalla de plata   | Equipo mixto       |